# Epidendrum hamatum
Epidendrum hamatum là một loài thực vật có hoa trong họ Lan. Loài này được (Garay) Dressler mô tả khoa học đầu tiên năm 1971.